# 杨新容
杨新容（1907年—1982年），原名杨欣荣，男，福建海澄人，中国社会活动家，曾任集美侨校校长，第二、三、四、五届全国政协委员。